# Erkel Elek
Erkel Elek (Buda, 1843. november 2. – Budapest, 1893. június 10.), karmester, zeneszerző, Erkel Ferenc második fia.

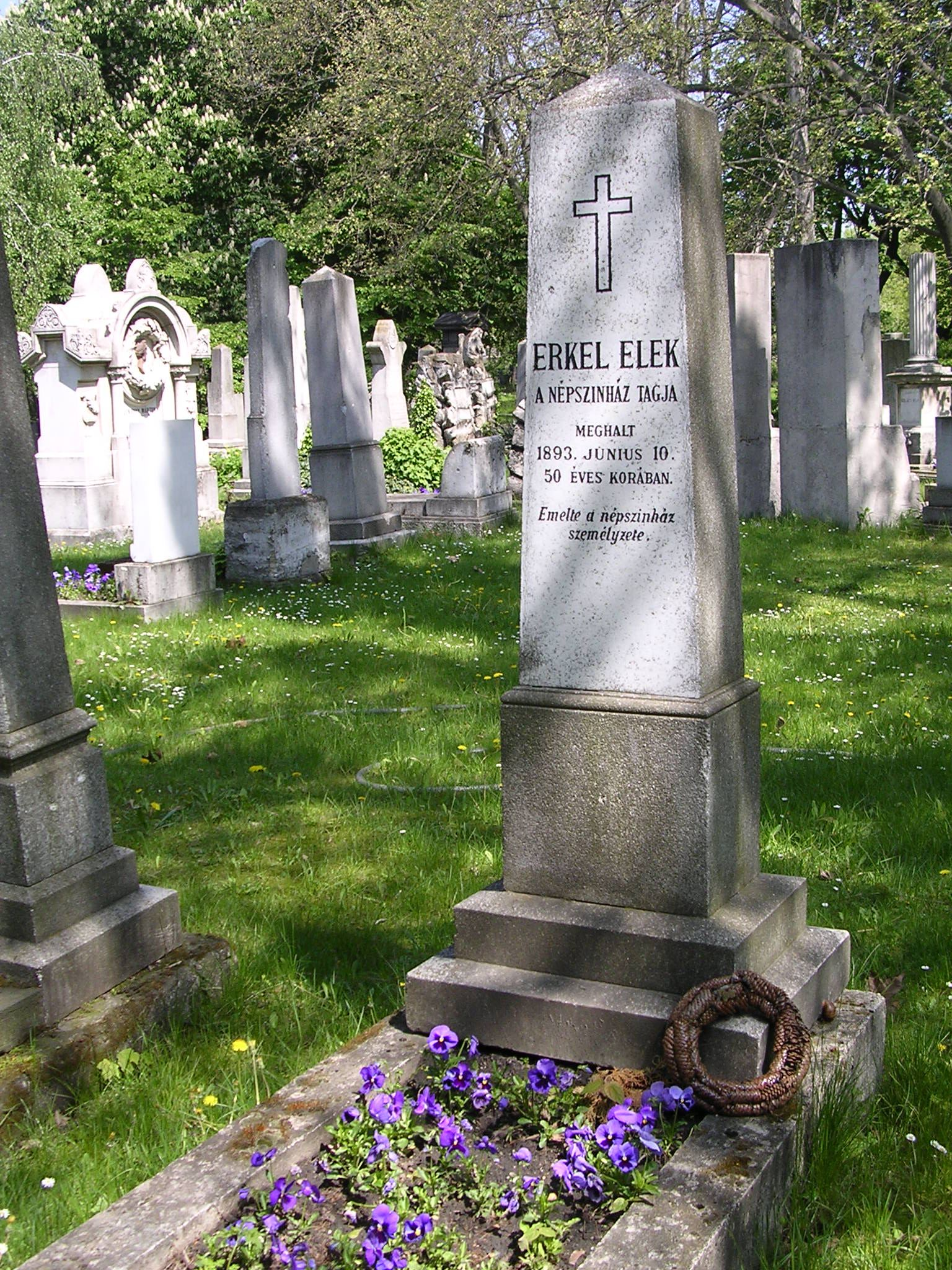
Sírja a Fiumei úti sírkertben (34/1-3-7)

## Pályafutása
Eleinte nem ment a tanulás, édesapja kovácsinasnak adta az erős gyereket az Óbudai Hajógyárba. Ám a tehetség megtalálja a maga útját, a fiút nem lehetett eltéríteni a zenétől. Látva az olthatatlan érdeklődést, bátyja, Erkel Gyula és édesapja vették kezükbe zenei nevelését.
1860-tól 1872-ig a Nemzeti Színház dobosa. Itt szerzi meg a későbbi pályájához oly szükséges tapasztalatokat, és testvéreihez hasonlóan itt lesi el édesapjától a karmesterség művészetét. A zenekarból kisvártatva felkerült Böhm Gusztáv mellé másodrendezőnek. A legendás operarendező mellett sokoldalú színházi vezetővé érett. 1875-től a Népszínház megnyitó előadásától kezdve korai haláláig, Erkel Elek a Népszínház első karmestere. A színház az első tíz évben 3381 estén 239 darabot mutatott be. „Éppoly ügyesen forgatja a karmesteri pálcát, mint amilyen derekasan annak idején a pörölyt kezelte... A zongora mellett egy ujjal, legfeljebb fél kézzel tanít, mialatt folyton fecseg; de, ha egyszer kezébe vette a karnagyi pálcát, mintha kicserélték volna, csupa tűz, energia és komolyság. A legsilányabb partitúrára is úgy veti rá magát, mintha a IX. szimfóniát dirigálná.”
Saját művein kívül a legrangosabb operetteket vezényelte, illetve mutatta be Magyarországon. (Corneville-i harangok, Kékszakáll, Orfeusz az alvilágban, Gerolsteini nagyhercegnő, Párizsi élet, Nebáncsvirág, Mikádó; Szép Galathea, Boccaccio. A királyné csipkekendője, A denevér, Cigánybáró; Madarász.) A Hoffmann meséi bemutatóján így méltatta a kritikus Erkel Elek teljesítményét: „Csodával határos, amit e telivér muzsikus hézagos zenekarából s magasabb énekfeladatokhoz nem szokott színházi együtteséből kihoz. Erő és lágyság, szín és hangulat támad egy- egy intésére, a zenei ínyencek is zavaró zökkenők nélkül élvezhetik a mű változatos-szépségeit.”

## Művei
Erkel Elek 64 művét tartja nyilván a zenetudomány. Maradandók Csepreghy Ferenc népszínműveihez írott kísérőzenéi – a A sárga csikó, Piros bugyelláris –, jelentősek Bihari János és Csermák Antal zenéjéből összeállított nyitányai. Legérdekesebbek az operettjei: a Székely Katalin (1880), a Tempefői (1883) és a Kassai diák (1890). Igazán termékeny azonban a népszínmű műfajában volt. Nem kevesebb, mint harmincnégyhez írt kísérőzenét. Verő György írja le Erkel Elek munkamódszerét: „Iskolát csinál, midőn módszeresíti a népdalok gyűjtését, s mindjobban egyszerűsíti azok előadási módját. Végigjárja az összes éjjeli mulatóhelyeket, s a dalos ifjak ajkáról kottára szedi a legszebb dallamokat. Ezeket osztja szét az adódó alkalmak szerint, s írat hozzájuk újabb szöveget a darab költőjével, ha az eredeti nem volna megfelelő. A színmagyar vidék adja a: anyagot, a felemás főváros csak feldolgozza s értékesíti azt, miközben az ő zenei magyarsága gyarapszik legjobban az évről évre megújuló termés legjavától.”
Németh Amadé, Erkel Elek monográfusa így summázza az életművet:„A népszínművet magasra emelte, a hangszerelés stílusát kijelölte: száműzte a túlzó cifrálkodást, a dallamot körülfonó, eltakaró díszítményeket. Visszaadta a népdalnak ősi egyszerűségét. Néhányat olyan megkapó egyszerűséggel hangszerelt, olyan csalhatatlan ízléssel látott el zongorakísérettel, hogy igazi folklorista válhatott volna belőle. De nem ez volt a sorsa. Későn lépett zenészpályára és korán elvitte önégető életmódja.”